# Hartware Medienkunstverein
Der Hartware Medienkunstverein (HMKV; Eigenschreibweise: Hartware MedienKunstVerein) ist ein eingetragener Verein, der sich der Produktion, Präsentation und Vermittlung von zeitgenössischer Medienkunst widmet. Neben internationalen thematischen Gruppenausstellungen und experimentellen Einzelausstellungen umfasst das Programm des HMKV auch Film-, Video-, Musik- und Performanceprogramme, Workshops, Vorträge und Konferenzen. Der Schwerpunkt liegt dabei auf Projekten, die sich mit künstlerischen Mitteln mit aktuellen gesellschaftlichen, politischen, ökonomischen oder ökologischen Zusammenhängen auseinandersetzen.
Der HMKV wurde 1996 von den Kuratoren Iris Dressler, Hans D. Christ und Jan-Peter E.R. Sonntag in Dortmund gegründet. Seit 2005 wird er von Inke Arns (künstlerische Leitung) geführt. Susanne Ackers war von 2005 bis 2010 geschäftsführende Leiterin. 2010 übernahm Frauke Hoffschulte die Geschäftsführung. Es folgte Johanna Knott als Geschäftsführerin. 2020 übernahm Mathias Wittmann die kaufmännische Geschäftsführung.

## Geschichte
Seit der Gründung des Vereins fanden zahlreiche internationale Medienkunstausstellungen und Veranstaltungen statt. So zum Beispiel 1998 die Ausstellung „Reservate der Sehnsucht“ in der ehemaligen Union-Brauerei im Stadtzentrum von Dortmund. Diese ließ in der Stadt die Idee für den Umbau des ehemaligen Brauerei-Kühlturms in das Dortmunder U – Zentrum für Kunst und Kreativität entstehen, das im Rahmen der RUHR.2010 – Kulturhauptstadt Europas im Mai 2010 eröffnet wurde. Das Dortmunder U ist seitdem Hauptveranstaltungsort für das Ausstellungs- und Veranstaltungsprogramm des HMKV in Dortmund.

### 2000 bis 2009

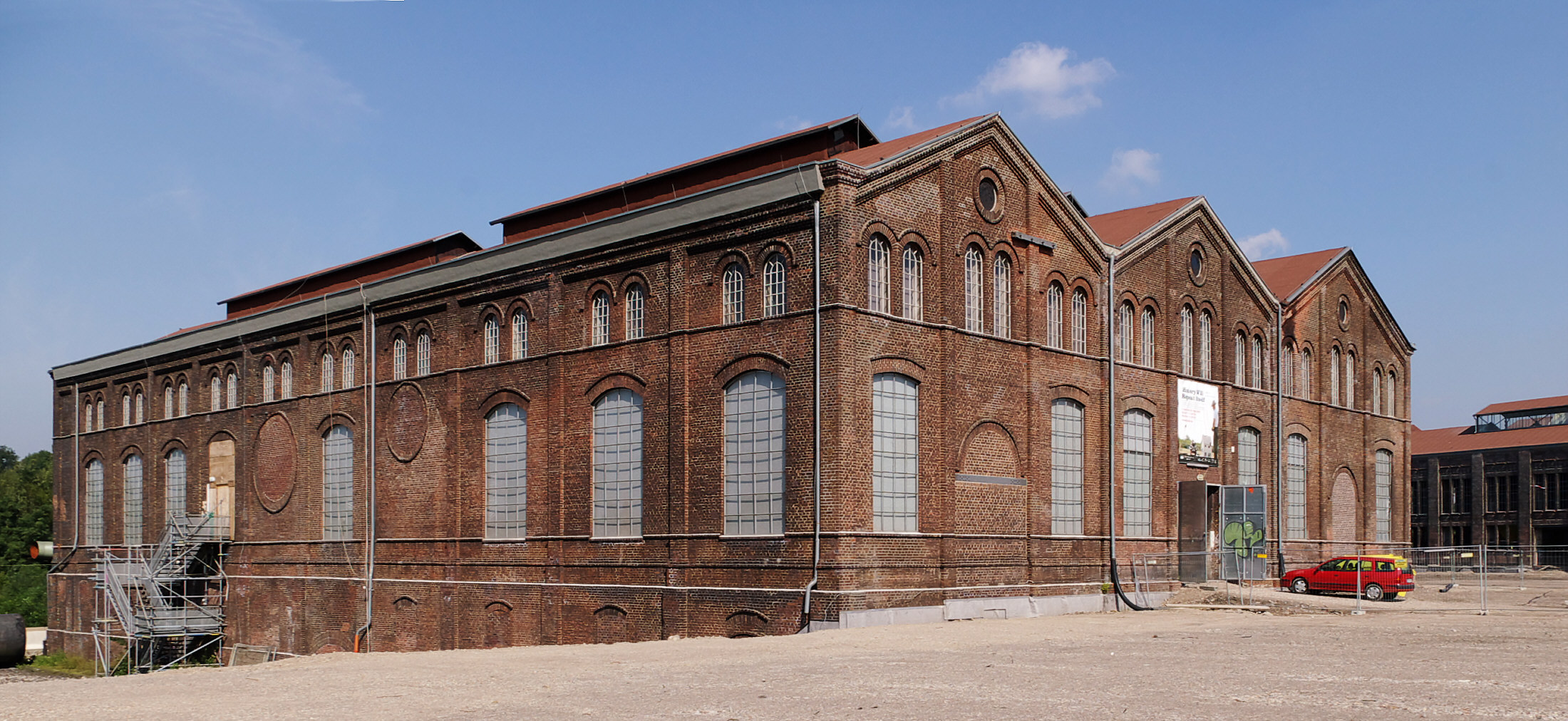
Die Phoenixhalle in Dortmund-Hörde, im September 2007

Nach einem Ausstellungsprojekt im öffentlichen Raum von Dortmund („Plan B – Kunst Raum Stadt“) kuratierte Hartware in den Jahren 2000 und 2001 Projekte in Rotterdam, Duisburg, Amsterdam und Kopenhagen. Von 2001 bis 2002 fanden im 400 m² großen Ausstellungsraum in der Güntherstraße in Dortmund verschiedene Ausstellungen statt, so z. B. „Kontrollfelder“ (2002). Anfang 2003 zeigte der HMKV im Dortmunder Museum am Ostwall die international erste umfassende Retrospektive des spanischen Medienkünstlers Antoni Muntadas, der 2005 mit dem Spanischen Nationalpreis ausgezeichnet wurde. 2004 wurde die von der Kunststiftung NRW und von der Kulturstiftung des Bundes geförderte Ausstellung „games“ (2003) mit dem Innovationspreis des Fonds Soziokultur ausgezeichnet. Die deutsche Sektion des internationalen Kunstkritikerverbandes AICA bezeichnete „games“ neben der Ausstellung Kunst in der DDR in der Neuen Nationalgalerie in Berlin als „besondere Ausstellung des Jahres 2003“.
Von 2003 bis 2010 wurden in der 1895 erbauten 2.200 m² großen Phoenixhalle viele Ausstellungen gezeigt, u. a. 2004 der „Nam June Paik Award“ der Kunststiftung NRW (2004), „vom Verschwinden“ (2005), „mit allem rechnen“ (2006, zusammen mit dem Museum am Ostwall), „The Wonderful World of irational.org“ (2006), „History Will Repeat Itself“ (2007), „Anna Kournikova … Kunst im Zeitalter des Geistigen Eigentums“ (2008) und „Wach sind nur die Geister“ (2009).

### 2010 bis 2012

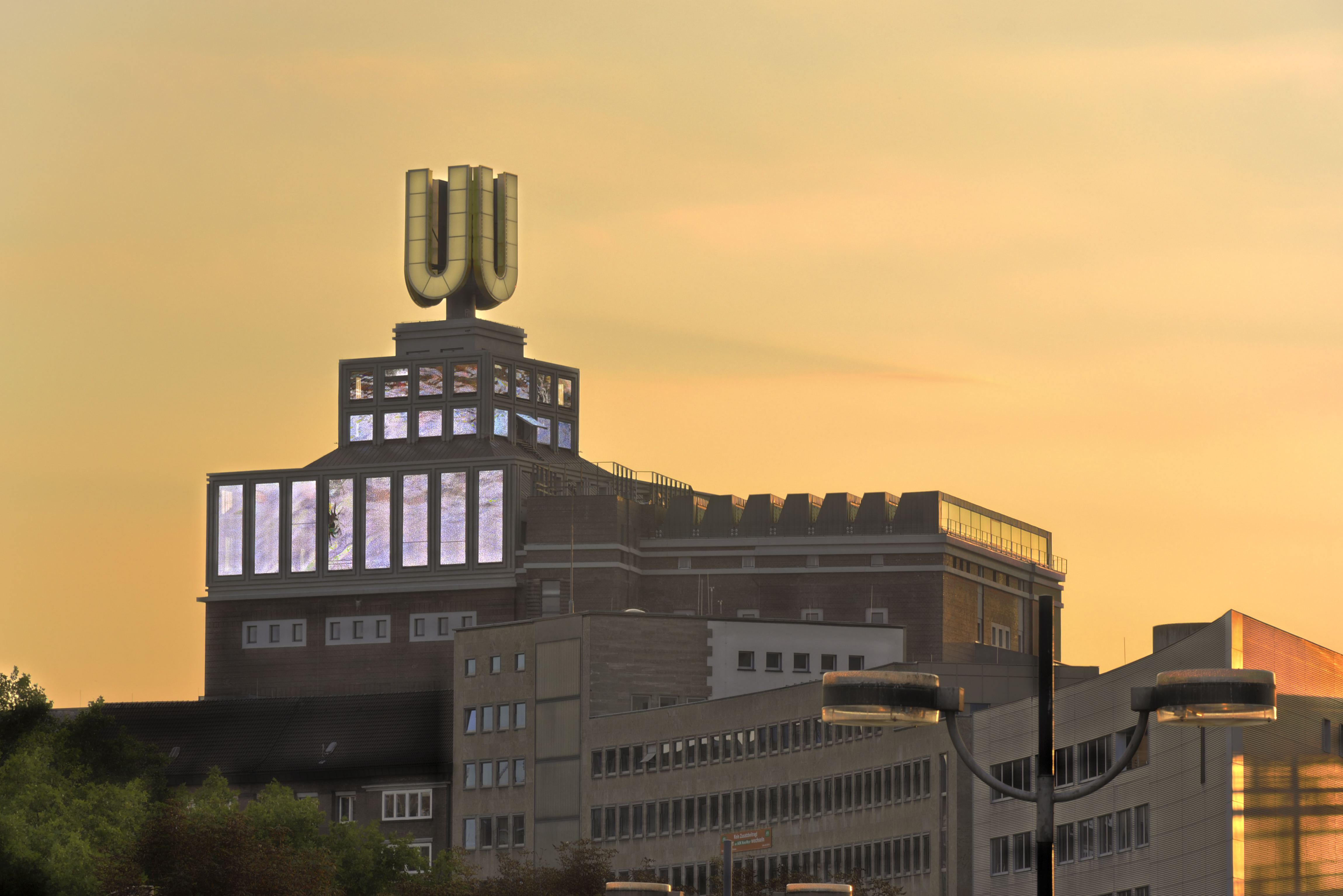
Das Dortmunder U: Die Ausstellungsfläche des Hartware Medienkunstvereins befindet sich in der 3. Etage

Seit Mai 2010 sind die Ausstellungen des Hartware Medienkunstvereins auf der dritten Etage des Dortmunder U, dem ehemaligen Gär- und Lagerhochhaus der Dortmunder Union-Brauerei, zu sehen. Im Wechsel mit anderen Institutionen wird auch die Wechselausstellungsfläche im sechsten Obergeschoss für groß angelegte Ausstellungsprojekte genutzt.
Mit „Agents & Provocateurs“ eröffnete der HMKV Mitte Mai die erste Ausstellung im neuen Dortmunder U – zwei Wochen vor der offiziellen Eröffnung. Weitere Ausstellungen im Dortmunder U waren „Building Memory“ und „inter-cool 3.0“. Die von der Europäischen Kommission geförderte Ausstellung „Arctic Perspective“ in der Phoenixhalle wurde von der amerikanischen Kunstzeitschrift Artforum zu den „Besten Ausstellungen 2010“ gezählt. Gleichzeitig war Arctic Perspective die (vorläufig) letzte Veranstaltung des HMKV in der Phoenixhalle.
Im Rahmen der ISEA2010 RUHR fand die Ausstellung „Elektronische Atmosphären“ im Museum für Kunst und Kulturgeschichte Dortmund sowie an anderen Orten in der Stadt statt. International zeigte der HMKV 2010 die Ausstellungen „Wach sind nur die Geister“ (Polen) sowie „Building Memory“ in Łodz (Polen) und Tel Aviv (Israel).
Der HMKV organisierte ferner vier internationale Konferenzen: die ISEA2010 RUHR, das „16th International Symposium on Electronic Art“ in Essen, Dortmund und Duisburg, die „E-Culture Fair“ im Dortmunder U, „Satellite/Border/Footprint“ im Rahmen von „GrenzGebiete Ruhr“ und die „Arctic Perspective Open Space Conference“ in der Phoenixhalle Dortmund. Darüber hinaus bot der HMKV zahlreiche Workshops für Kinder und Jugendliche mit Medienkünstlern und Fotografen an.
Im Jahr 2011 erhielt der HMKV den Jahresförderpreis für Kunstvereine der Kunststiftung NRW für seine Leistungen in der Produktion, Präsentation und Vermittlung von zeitgenössischer (Medien-)kunst.
Mit „Barbara Breitenfellner: Traum einer Ausstellung“ wurde zum ersten Mal eine Einzelpräsentation einer jungen Künstlerin auf der dritten Etage des Dortmunder U gezeigt.
Das Projekt „Gone to Croatan“ setzte in Zusammenarbeit mit dem Centre of Contemporary Art „Znaki Czasu“ aus Toruń (Polen) die Tradition der großen internationalen Gruppenausstellungen fort und stellt die erste Bespielung der Wechselausstellungsfläche des Dortmunder U (6. OG) durch den HMKV dar.
Einen thematischen Schwerpunkt innerhalb des HMKV-Programms 2011 bildeten das „Japan Media Arts Festival“ und die Schau „Proto Anime Cut“ von Juli bis Oktober.
Im November 2011 zeigte der HMKV in Kooperation mit der Kulturstiftung des Bundes und dem Suhrkamp-Verlag im Rahmen der internationalen Gruppenausstellung „The Oil Show“ fünfzehn zeitgenössische künstlerische Positionen, die sich mit den geopolitischen, gesellschaftlichen und ökologischen Konsequenzen der Abhängigkeit vom Erdöl auseinandersetzten. Begleitet wurde die Ausstellung von einem Rahmenprogramm mit Filmvorführungen, Workshops, Künstlergesprächen und einer multimedialen Diskussionsveranstaltung.
Das Programm des HMKV im Jahre 2012 umfasst zunächst drei im Dialog angelegte Einzelausstellungen der britischen Künstlerin Suzanne Treister („HEXEN 2.0“), des deutschen Künstlers Francis Hunger („History has left the Building“) und des polnischen Künstlers Artur Żmijewski („Democracies“). Im August eröffnete dann die auf zwei Etagen angelegte internationale Gruppenausstellung „Sounds like Silence“. Anlässlich des 100. Geburtstages von John Cage und des 60. Jahrestages der Uraufführung seines berühmten „stillen Stücks“ widmete sich die Ausstellung Cages Arbeit als Ausgangspunkt und zeigte dazu 40 zeitgenössische und aktuelle künstlerische und musikalische Bezugnahmen auf 4′33″ und solche, die sich mit allgemeineren Fragen der Soundökologie auseinandersetzen. Im Kontext der Ausstellung gab es ein Veranstaltungsprogramm. Zudem erschien die gleichnamige Publikation „Sounds Like Silence“, welche theoretische Essays und künstlerische Arbeiten enthält, die sich auf die Arbeit von John Cage beziehen. Außerdem umfasst das Buch Partituren und Variationen des Komponisten, Versionen, Ableitungen und Fortschreibungen des „stillen Stücks“ von 1962 bis 1992.

### 2013 bis 2015
Das Jahr 2013 begann der HMKV mit der Einzelausstellung Eran Schaerfs „fm-scenario“, um sich anschließend in der von Inke Arns kuratierten internationalen Schau „His Masterʼs Voice“ der Performativität von Stimme und Sprache zu widmen.
Von September 2013 bis März 2014 fand im Dortmunder U das durch den HMKV initiierte „New Industries Festival“ statt, das sich mit der Vergangenheit und der Zukunft der Industrie beschäftigte. In diesem Rahmen veranstaltete der HMKV die Ausstellungen „Requiem für eine Bank“ und „INDUSTRIAL (Research)“. In sonntäglichen Matinéen wurden Gäste zum kommentierten Plattenauflegen, zu Künstlergesprächen, Vorträgen und Filmscreenings rund um das Thema Industrial eingeladen. Drei mit Urbane Künste Ruhr realisierte Performanceprojekte von machina eX, Invisible Playground und Jens Heitjohann bespielten und erforschten urbane Räume im Dortmunder Unionviertel, der unmittelbaren Nachbarschaft des Dortmunder U.
Das Festivalprogramm des HMKV schloss im Januar mit einem von Florian Wüst kuratierten Filmprogramm und der interdisziplinären New Industries Konferenz unter dem Titel „Geld und Schulden in der postindustriellen Welt“.
2014 fand ein neues Format Einzug in das Programm des HMKV: Parallel zu den Wechselausstellungen werden in der Serie „Video des Monats“ seit März 2014 im monatlichen Wechsel aktuelle Videoarbeiten internationaler Künstlern vorgestellt.
Mit „World of Matter“ war ein internationales Forschungs-, Ausstellungs- und Webprojekt beim HMKV zu Gast, das sich mit den globalen Zusammenhängen von Rohstoffen und deren komplexen Ökologien befasst und im Anschluss an die Ausstellung im Dortmunder U zu Partnerinstitutionen nach New York, Montreal, Minneapolis und Stockholm weiter wanderte.
Aktuellen und historischen Phänomenen der Netzkultur widmen sich gleich zwei HMKV-Ausstellungen: „Jetzt helfe ich mir selbst“ versammelte im Sommer 2014 auf 100 Monitoren und Projektionen die besten Video-Tutorials aus dem Netz im Ausstellungsraum. Ab Juli 2015 war das Nachfolgeprojekt „Digitale Folklore“ zu sehen.
„Böse Clowns“ brachte internationale Positionen aus der zeitgenössischen Kunst und Popkultur zu den unheimlichen Facetten des Clowns zusammen. Unter Beteiligung von Dortmunder Bürgern entstand in den Ausstellungsräumen des HMKV die Videoarbeit „The Village's Biggest Loser“ von Abner Preis, und in Koproduktion mit dem Medienkunstzentrum Galerie nationale du Jeu de Paume in Paris konnte eine neue Arbeit des Netzkünstlers Constant Dullaart in Auftrag gegeben werden.
Mit der Ausstellung „Das Mechanische Corps“, einer Übernahme aus dem Künstlerhaus Bethanien (Berlin), begab sich der HMKV im Frühjahr 2015 auf die Spuren von Jules Verne und der Steampunk-Ästhetik.

### 2016 bis 2019
Im Frühjahr 2016 präsentierte der HMKV die Ausstellung (Artifical Intelligence) Digitale Demenz, welche die Beziehung zwischen zeitgenössischer Kunst und künstlicher Intelligenz erkündete.
Im April 2016 folgte die von Inke Arns und Jens Kabisch kuratierte Ausstellung Whistleblower & Vigilanten. Figuren des digitalen Widerstands. Die Ausstellung fragte, was Hacker, Whistleblower und (Internet-)Vigilanten miteinander verbindet.
Von Mai 2016 bis August 2016 präsentierte der HMKV auf der Ebene 6 des Dortmunder U die Einzelausstellung Hito Steyerl: Factory of the Sun der Videokünstlerin und Autorin Hito Steyerl.
Anlässlich seines zwanzigjährigen Jubiläums zeigte der HMKV ab September 2016 bis Ende April 2019 die Ausstellung The Hard Drawing des rumänischen Künstlers Dan Perjovschi. Der Künstler setzt sich in seinen spontanen und raumgreifenden Zeichnungen kritisch und ironisch mit gesellschaftlich relevanten Ereignissen auseinander. The Hard Drawing besteht aus Wandzeichnungen, die sich vom Erdgeschoss bis in die Ebene 7 des Dortmunder U erstreckten. Laut Dan Perjovschi handelt es sich um seine weltweit bislang höchste Wandzeichnung.
Vom 22. Oktober 2016 bis zum 5. März 2017 zeigte der HMKV die Gruppenausstellung Die Welt Ohne Uns. Erzählungen über das Zeitalter der nicht-menschlichen Akteure. Die Ausstellung thematisierte eine Ökologie nach dem Menschen, in dem andere ‚Lebens’-Formen wie Algorithmen, KIs, künstlich erzeugte Nanopartikel, gentechnisch veränderte Mikroorganismen und ‚monströs’ erscheinende Pflanzen die Macht übernommen haben.
2017 folgt die Ausstellung Gesellschaft zur Wertschätzung des Brutalismus / The Brutalism Appreciation Society. Die von Inke Arns kuratierte Ausstellung zeigte 21 internationale künstlerische Positionen, die sich mit dem brutalistischen Baustil der Nachkriegsmoderne auseinandersetzen.
In der von Inke Arns und Fabian Saavedra-Lara kuratierte Ausstellung Afro-Tech and the Future of Re-Invention präsentierte der HMKV Afrika als Kontinent der technologischen Innovation. Die Ausstellung, die von 21. Oktober 2017 – 22. April 2018 stattfand, präsentierte 20 internationale künstlerische Positionen sowie 12 Tech-Projekte aus verschiedenen Ländern Afrikas.
Vom 25. November 2017 bis zum 8. April 2018 präsentierte der HMKV auf der Ebene 6 des Dortmunder U eine Doppelausstellung. Sturm auf den Winterpalast - Forensik eines Bildes befasste sich mit Symbolbild der Oktoberrevolution: dem Sturm auf das Winterpalais. Allerdings stammt das Foto nicht vom historischen Ereignis selbst, sondern von einem theatralen Reenactment des Theaterregisseurs Nikolaj Evreinov. Zeitgleich lief die Ausstellung Die Grenze, welche Grenzen als territoriale Ein- oder Ausgrenzung, als kulturelle oder soziale Trennlinie reflektierte.
Im Mai 2018 folgte die Ausstellung Korpys/Löffler ‐ Personen, Institutionen, Objekte, Sachen, welche Werke des Medienkünstler-Duos Korpys/Löffler präsentierte.
Die darauf folgende Ausstellung Computer Grrrls wurde der Schriftstellerin und Medientheoretikerin Nathalie Magnan gewidmet. Cmptr Grrrls versammelte über 20 internationale künstlerische Positionen, die das Verhältnis von Geschlecht und Technologie in Geschichte und Gegenwart verhandelten.
Vom 30. März 2019 bis zum 22. September 2019 präsentierte der HMKV die von Inke Arns kuratierte Gruppenausstellung Der Alt-Right Komplex – Über Rechtspopulismus im Netz, die sich mit der Verbreitung von Rechtspopulismus über das Internet und Sozialen Medien auseinandersetzte.

### 2020 bis heute
Ende 2019 folgte die Ausstellung Artists & Agents – Performancekunst und Geheimdienste, welche von der deutschen Sektion des internationalen Kunstkritikerverbandes AICA als „Ausstellung des Jahres 2020“ ausgezeichnet wurde. Die Ausstellung zeigt Arbeiten von Künstler aus Bulgarien, Deutschland, Chile, Kroatien, der Tschechischen Republik, Polen, Rumänien, Russland, Ungarn, und den USA. Inhaltlicher Schwerpunkt bildete die Interaktion zwischen Geheimdiensten und Performancekunst – einer Kunstform, die den Geheimdiensten in den sozialistischen Ländern Osteuropas als besonders gefährlich galt.
Von Juni bis September 2020 folgte eine Präsentation ausgewählter Videokunstwerke aus der Reihe HMKV Video des Monats. Im Anschluss zeigte der HMKV die Ausstellung Faţadă/Fassade, die sich aufbauend auf ein gleichnamiges kollaboratives Kunstprojekt der Werkstatt Mallinckrodtstraße in der Dortmunder Nordstadt mit der Roma-Baukultur und der besonderen Form von Architektur, die in den letzten 30 Jahren u. a. in Rumänien entstanden ist, beschäftigt.
Die folgende Ausstellung The Pow(d)er of I Am Klick Klick Klick Klick and a very very bad bad musical! präsentierte sind sechs Videoinstallationen und verschiedene skulpturale und fotografische Arbeiten zu sehen des Künstlerduos Stefan Panhans und Andrea Winkler. Es geht in den Arbeiten der Künstler um SUVs, Kommunikation mit Künstlichen Intelligenzen, Alltagsrassismus, Celebrity-Kult und Rollenklischees, Computergames, und nicht zuletzt um den prekären Status von Kulturarbeitern.
Mit der dezentralen Ausstellung Can't Get You Out of My Head begab sich der HMKV im Sommer 2021 in sieben Dortmunder Clubs, die auf Grund Corona-Pandemie geschlossen waren.
Vom Herbst 2021 bis zum Frühjahr 2022 präsentierte der HMKV anlässlich des Beuys Jahr 2021 die Ausstellung Technoschamanismus. Sie widmete sich aktuellen ‚technoschamanistischen‘ künstlerischen Positionen.
Vom 9. April 2022 bis zum 31. Juli 2022 widmete sich der HMKV in der von Inke Arns, Francis Hunger und Marie Lechner kuratierten Ausstellung House of Mirrors: Künstliche Intelligenz als Phantasma einer kritischen Auseinandersetzung mit künstlicher Intelligenz. Die Ausstellung präsentierte rund 20 künstlerische Arbeiten internationaler Künstler. Ihre Szenografie erinnert an ein riesiges Spiegellabyrinth.
Im Herbst 2022 zeigt der HMKV in der Einzelausstellung Fiona Banner aka The Vanity Press: Pranayama Typhoon – Soft Parts Wing Flap Fin Werke der britischen Künstlerin Fiona Banner.

## Netzwerke
Der HMKV war an der Gründung verschiedener Netzwerke in Dortmund und Nordrhein-Westfalen beteiligt: Das Medienwerk NRW, zu dem sich verschiedene Institutionen aus NRW, die sich mit Medienkunst und -kulturen auseinandersetzen, zusammengeschlossen haben, besteht seit 2001 und ist seit 2006 mit seiner Geschäftsstelle beim HMKV angesiedelt. Ein weiteres Netzwerk, an dessen Gründung der HMKV 2001 beteiligt war, war das „medien_kunst_netz dortmund“, ein Zusammenschluss des Kulturbüros der Stadt Dortmund, der Universität Dortmund, des Museums am Ostwall und des HMKV, der sich zum Ziel gesetzt hatte, die Infrastrukturen für Medienkunst in Dortmund zu stärken.
Auch durch die Mitarbeit in diversen Fördergremien des Landes, mit denen junge Künstler gefördert werden (Nachwuchsförderung der Kunststiftung NRW; Förderpreis des Landes NRW im Bereich Medienkunst) sowie durch die Betreuung des Stipendiums des Landes NRW für Medienkünstlerinnen aus NRW engagiert sich der HMKV aktiv in der Kulturpolitik des Landes.

## Auszeichnungen
- 2003: „Besondere Ausstellung“ für games (AICA)
- 2010: „Best exhibition“ für Arctic Perspective (Artforum)
- 2011: JUMP Jahresförderpreis für Kunstvereine der Kunststiftung NRW
- 2012: „Besondere Ausstellung“ für Sounds Like Silence (AICA)
- 2013: ADKV-ART COLOGNE Preis für Kunstvereine: Lobende Anerkennung
- 2017: ADKV-ART COLOGNE Preis für Kunstvereine[1]
- 2018: Justus Bier Preis für Kuratoren und Kuratorinnen 2018: Inke Arns, Igor Chubarov und Sylvia Sasse für die Ausstellung und die Publikation Sturm auf den Winterpalast – Forensik eines Bildes (HMKV 2017/2018)
- 2020: „Ausstellung des Jahres 2020“ für Artists & Agents – Performancekunst und Geheimdienste (AICA)

## Ausstellungen 2005–2025
- Ebene 3: Holding Pattern – Warteschleifen und andere Loops, 15. März 2025 – 27. Juli 2025
- House of Mirrors: Künstliche Intelligenz als Phantasma, 9. April 2022 – 31. Juli 2022
- Technoschamanismus, 9. Oktober 2021 – 6. März 2022
- Can't Get You Out of My Head, 26. Juni 2021 – 8. August 2021
- Stefan Panhans / Andrea Winkler – The Pow(d)er of I Am Klick Klick Klick Klick and a very very bad bad musical!, 15. Mai 2021 – 5. September 2021
- Faţadă/Fassade, 24. Oktober 2020 – 11. April 2021
- Artists & Agents – Performancekunst und Geheimdienste, 26. Oktober 2019 – 19. April 2020
- Der Alt-Right Komplex – Über Rechtspopulismus im Netz, 30. März 2019 – 22. September 2019
- Computer Grrrls in memoriam Nathalie Magnan, 27. Okt 2018 – 24. Feb. 2019
- Sturm auf den Winterpalast - Forensik eines Bildes, 25. November 2017 – 8. April 2018
- Afro-Tech and the Future of Re-Invention, Dortmunder U, 21. Oktober 2017 – 22. April 2018.
- Hito Steyerl: Factory of the Sun, Dortmunder U, 5. Juni 2016 – 28. August 2016.
- Whistleblower & Vigilanten. Figuren des digitalen Widerstands, Dortmunder U, 9. April 2016 – 14. August 2016.
- (Artificial Intelligence) Digitale Demenz, Dortmunder U, 14. November 2015 – 6. März 2016.
- Digitale Folklore, Dortmunder U, 25. Juli 2015 – 27. September 2015.
- Das Mechanische Corps. Auf den Spuren von Jules Verne, Dortmunder U, 11. April 2015 – 12. Juli 2015.
- BER-DTM-HNL – Fasten your seatbelts!, Dortmunder U, 4. Dezember 2014 – 11. Januar 2015.
- Böse Clowns, Dortmunder U, 27. September 2014 – 8. März 2015.
- Jetzt helfe ich mir selbst - Die 100 besten Video-Tutorials aus dem Netz, Dortmunder U, 5. Juli 2014 – 31. August 2014
- World of Matter – Über die globalen Ökologien von Rohstoff, Dortmunder U, 1. März 2014 – 22. Juni 2014
- Axel Braun – Zugunsten einer Gesellschaft von morgen, für die wir heute schon bauen, Dortmunder U, 14. September 2013 – 26. Januar 2014
- Requiem für eine Bank, Dortmunder U, 14. September 2013 – 26. Januar 2014
- INDUSTRIAL (Research) – Forschungsabteilung, Dortmunder U, 14. September 2013 – 26. Januar 2014
- HIS MASTER'S VOICE: Von Stimme und Sprache, Dortmunder U, 23. März 2013 – 28. Juli 2013
- Eran Schaerf: fm-scenario – Sendesprache – verdeckte Operation – Ansage – Fehler, Dortmunder U, 16. Februar 2013 – 1. April 2013
- Sounds like Silence (Cage – 4′33″ – Stille / 1912–1952 – 2012), Dortmunder U, 25. August 2012 – 6. Januar 2013
- Francis Hunger: History has left the Building, Dortmunder U, 21. April 2012 – 22. Juli 2012
- Artur Żmijewski: Democracies, Dortmunder U, 21. April 2012 – 22. Juli 2012
- Suzanne Treister: HEXEN 2.0, Dortmunder U, 21. April 2012 – 22. Juli 2012
- Kerstin Ergenzinger: Rotes Rauschen, Dortmunder U, 28. Januar 2012 – 19. Februar 2012
- The Oil Show, Dortmunder U, 12. November 2011 – 18. März 2012
- Japan Media Arts Festival, Dortmunder U, 10. September 2011 – 2. Oktober 2011
- Proto Anime Cut – Räume und Visionen im japanischen Animationsfilm, Dortmunder U, 9. Juli 2011 – 9. Oktober 2011
- Gone to Croatan – Strategien des Verschwindens, Dortmunder U, 4. Juni 2011 – 14. August 2011
- Barbara Breitenfellner: Traum einer Ausstellung, Dortmunder U, 12. März 2011 – 5. Juni 2011
- Inter-cool 3.0: Jugend Bild Medien, Dortmunder U, 17. September 2010 – 28. November 2010
- ISEA2010 Ruhr - „Elektronische Atmosphären“, Museum für Kunst und Kulturgeschichte, 19. August 2010 – 5. September 2010
- TRUST, Dortmunder U, 30. Juli 2010 – 5. September 2010
- Arctic Perspective, Phoenixhalle Dortmund, 18. Juni 2010 – 10. Oktober 2010
- Building Memory – Four films about architecture, monuments and community, Dortmunder U, 29. Mai 2010 – 15. August 2010
- Agents & Provocateurs, Dortmunder U, 14. Mai 2010 – 18. Juli 2010
- Martin Brand: Eyes Wide Shut, Dortmunder Kunstverein, Hansastr. 4, 5. Dezember 2008 – 1. Februar 2009
- „Wach sind nur die Geister“ - Über Gespenster und ihre Medien, Phoenixhalle Dortmund, 16. Mai – 18. Oktober 2009
- Anna Kournikova Deleted By Memeright Trusted System - Kunst im Zeitalter des Geistigen Eigentums, Phoenixhalle Dortmund, 19. Juli – 19. Oktober 2008
- Waves - The Art of the Electromagnetic Society, Phoenixhalle Dortmund, 10. Mai – 29. Juni 2008
- Thomas Köner: PNEUMA MONOXYD, Dortmunder Kunstverein und Foyer der RWE Westfalen-Weser-Ems AG, Dortmund, 5. Dez. 2007 – 1. Feb. 2008
- History will repeat itself. Strategien des Reenactment in der zeitgenössischen (Medien-)Kunst und Performance, Phoenixhalle Dortmund: 9. Juni – 23. September 2007
- The Wonderful World of irational.org: Tools, Techniques and Events 1996–2006, Phoenixhalle Dortmund, 30. August – 29. Oktober 2006
- Glanz und Globalisierung: Fußball, Medien und Kunst, Phoenixhalle Dortmund, 5. Mai – 16. Juli 2006
- Mit allem rechnen. Medienkunst aus Estland, Lettland und Litauen, Museum am Ostwall, 16. Mai – 23. Juli 2006
- Vom Verschwinden. Weltverluste und Weltfluchten, Phoenixhalle Dortmund, 27. Aug. – 30. Okt. 2005
- Verstreute Momente der Konzentration. Urbane und digitale Räume, Phoenixhalle Dortmund, 14. Mai – 17. Juli 2005